# シラキュース・オレンジ

シラキュース・カラーのACCのロゴ

シラキュース・オレンジ（Syracuse Orange）はアメリカ合衆国ニューヨーク州にあるシラキュース大学のスポーツ競技チーム。NCAAディビジョンI所属。

## 概要

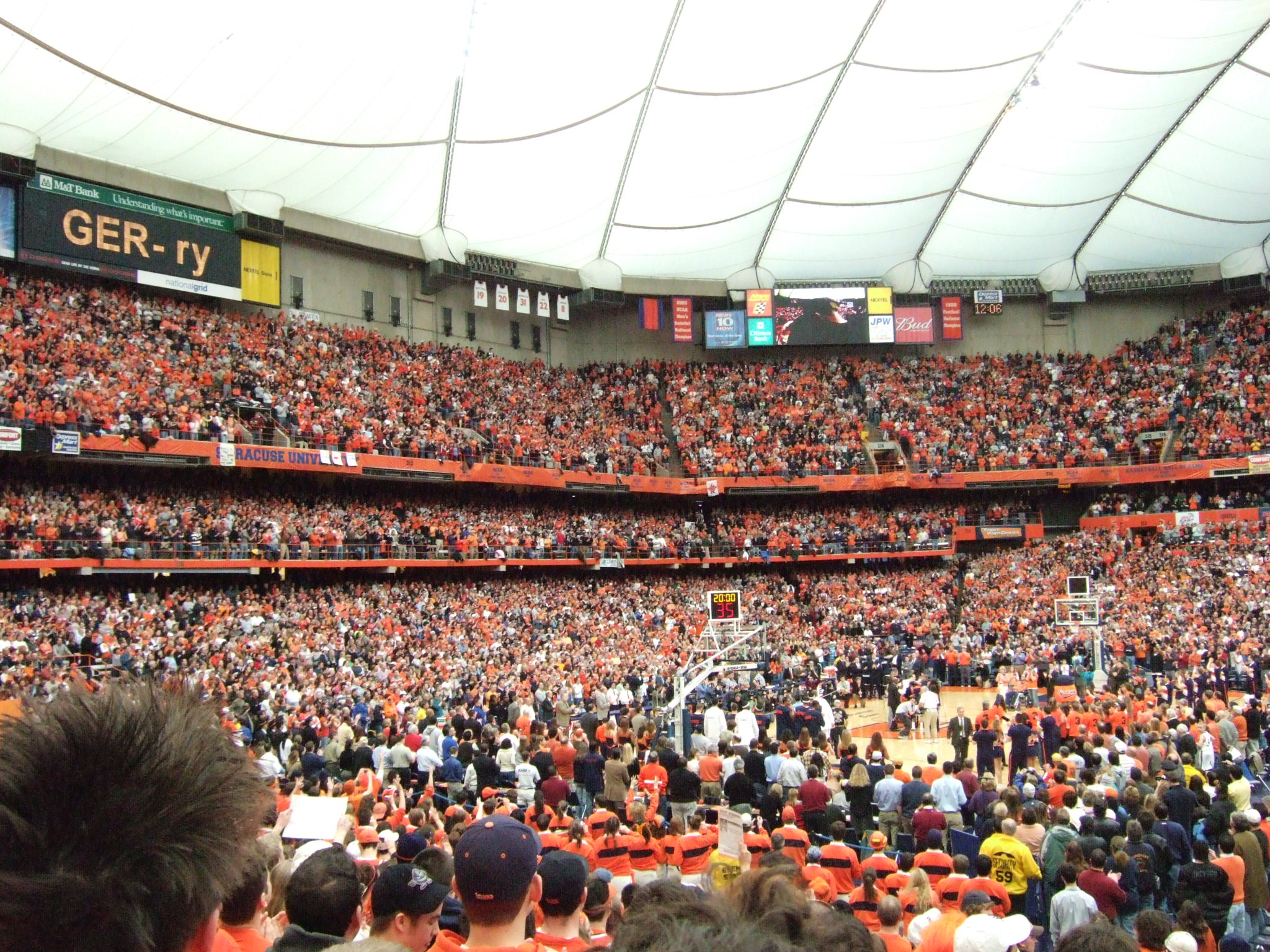
JMAワイヤレス・ドーム内。2006年Gerry McNamaraの引退試合

NCAAディビジョンIのアトランティック・コースト・カンファレンス（ACC）に所属している。ホームグラウンドは大学構内のドーム球場「JMAワイヤレス・ドーム」。
大学の競技種目を問わず全てのチーム名が「オレンジ」を名乗る。2004年までは男子チームは「Orangemen（オレンジメン）」、女子チームは「Orangewomen（オレンジウィメン）」であったが、2005年に統一された。「Orangemen」とはニューヨーク州中央部に居住していたアメリカ先住民のこと（白人に対し肌の色がオレンジ色だったことに由来）。
大学のマスコットは「Otto the Orange（オットー）」。

## 競技チーム

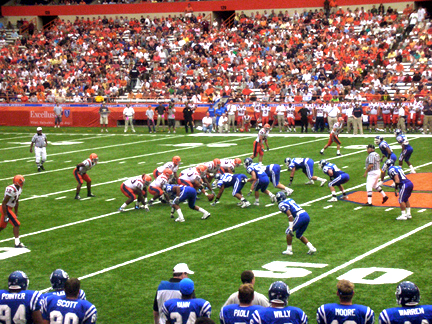
シラキュース大学のフットボールの試合

| 男子スポーツ                            | 女子スポーツ       |
| --------------------------------------- | ------------------ |
| バスケットボール                        | バスケットボール   |
| クロスカントリー                        | クロスカントリー   |
| フットボール                            | フィールドホッケー |
| ラクロス                                | アイスホッケー     |
| ローイング                              | ラクロス           |
| サッカー                                | ローイング         |
| 陸上†                                   | サッカー           |
|                                         | ソフトボール       |
|                                         | テニス             |
|                                         | 陸上†              |
|                                         | バレーボール       |
| †屋外競技チームと室内競技チームがある。 |                    |

## 全米優勝歴
- 1908年 - 漕艇
- 1913年 - 漕艇
- 1916年 - 漕艇
- 1918年 - 男子バスケットボール
- 1920年 - 漕艇
- 1924年 - 男子ラクロス
- 1925年 - 男子ラクロス
- 1926年 - 男子バスケットボール
- 1959年 - 漕艇（Pan Americanチャンピオン）
- 1959年 - アメリカンフットボール
- 1978年 - 漕艇
- 1983年 - 男子ラクロス
- 1988年 - 男子ラクロス
- 1989年 - 男子ラクロス
- 1990年 - 男子ラクロス
- 1993年 - 男子ラクロス
- 1995年 - 男子ラクロス
- 2000年 - 男子ラクロス
- 2002年 - 男子ラクロス
- 2003年 - 男子バスケットボール
- 2004年 - 男子ラクロス
- 2008年 - 男子ラクロス
- 2009年 - 男子ラクロス